# Yolanda Kakabadse
Yolanda Kakabadse-Navarro (Quito, 15 settembre 1948) è una politica e ambientalista ecuadoriana di origini georgiane, di riconosciuta fama mondiale e tra i massimi esperti delle politiche e delle implicazioni sociali della Protezione della Natura. È stata anche presidente del WWF dal 2010 al 2017.

## Biografia
È nata il 15 settembre 1948 a Quito, in Ecuador, dove ha studiato psicologia dell'educazione prima di passare al settore della protezione della natura nel 1979 come direttore esecutivo della Fundación Natura. Sotto la sua guida, la Fondazione è diventata una delle organizzazioni ambientaliste più influenti dell'America Latina, contribuendo in larga misura alle politiche di promozione dell'uso sostenibile delle risorse naturali.
La Kakabadse è stata coordinatrice della partecipazione delle organizzazioni non governative al Summit della Terra tenutosi a Rio de Janeiro nel 1992. L'anno successivo, ha istituito la Fondazione Futuro Latinoamericano, di cui è stata presidente fino al 2006. Tra il 1996 e il 2004, ha presieduto l'Unione Internazionale per la Conservazione della Natura (IUCN) e dal 1998 al 2000 è stata ministro dell'ambiente dell'Ecuador nel governo del presidente Jamil Mahuad ed ha fatto parte del consiglio di amministrazione del World Resources Institute, ha inoltre co-presieduto la Task Force sulla Sostenibilità Ambientale del Progetto del Millennio delle Nazioni Unite a partire dal 2002 al 2005.
Nel 2005-2008 ha presieduto il Comitato consultivo tecnico e scientifico (STAP) del Fondo mondiale per l'ambiente (GEF), l'agenzia della Banca Mondiale per il finanziamento ambientale globale. Inoltre nel corso del 2001 è stata visiting professor alla School of Forestry and Environmental Studies dell'Università Yale. Nel corso dell'ultima conferenza annuale del WWF internazionale che si è tenuta a Copenaghen nel maggio del 2009 Yolanda Kakabadse è stata nominata Presidente dell'organizzazione, con decorrenza a partire dal gennaio 2010. Dal giugno 2017 presidente del Rio Doce Panel, Comitato consultivo tecnico e scientifico indipendente (ISTAP) nell'ambito dello IUCN.

## Riconoscimenti
Il suo impegno, teso alla conservazione della natura è stato riconosciuta da molti riconoscimenti internazionali, tra cui il premio Global 500 del Programma delle Nazioni Unite per l'ambiente (United Nations Environment Programme - UNEP) nel 1991, e il prestigioso Zayed Future Energy Prize nel 2001. È inoltre stata insignita dell'Ordine al merito della Repubblica dell'Ecuador, dell'Ordine dell'Arca d'Oro, conferito per meriti ambientali da SAR Bernhard van Lippe-Biesterfeld, Principe consorte dei Paesi Bassi e della medaglia della fondazione Charles Lindbergh nel 2005 per la conservazione dell'ambiente umano e naturale

## Impegno sociale a favore dell'Ambiente
"Il mio cuore è nella conservazione della natura", ha affermato in più d'una occasione Yolanda Kakabadse, uno degli ambientalisti contemporanei più importanti, globalmente riconosciuta come un campione dello sviluppo sostenibile e della protezione della biodiversità.